# Rogelio Mayta
Rogelio Mayta Mayta, né le 16 septembre 1971 à La Paz, est un avocat et homme politique bolivien. Il est ministre des Affaires étrangères de 2020 à 2023.

## Biographie
Rogelio Mayta termine ses études secondaires dans sa ville natale en 1989. Ensuite, il étudie à la faculté de droit et sciences de l'université supérieure de San Andrés, obtenant son diplôme d'avocat en 1996.
Au cours de sa carrière professionnelle, Rogelio Mayta est conseiller juridique auprès de différentes entités publiques et privées, ou encore dans des organisations sociales, dont la « Fédération nationale des travailleurs domestiques de Bolivie » et l '« Organisation nationale des militants pour l'émancipation des femmes » (ONAEM) à la fin des années 1990.
Il a également été avocat de la défense des victimes du massacre d'Octobre noir (es) de 2003 dans la ville d'El Alto, dans le cadre de ce qu'on appelait alors la « guerre du gaz ». Il faisait partie du comité en faveur du procès contre l'ancien président bolivien Gonzalo Sánchez de Lozada,.
Rogelio Mayta a également été professeur à l'Université catholique bolivienne San Pablo à La Paz, enseignant principalement le droit civil.

## Parcours politique

### Candidat aux élections de 2019
Rogelio Mayta commence son engagement politique à 48 ans, lorsqu'il devient candidat du MAS lors des élections de 2019. Il était candidat pour devenir l'un des sénateurs de la circonscription du département de la Paz.
Il est élu sénateur, mais il ne parvient pas à siéger en raison du déclenchement de la crise post-électorale de 2019 et l'annulation des élections par l'Assemblée législative plurinationale en novembre 2020 (loi n°1266).

### Ministre des Affaires étrangères
Le 9 novembre, le président bolivien Luis Arce nomme Rogelio Mayta en tant que ministre des Affaires étrangères.
Dès sa prise de fonction, il décide de rétablir les précédentes relations bilatérales et internationales menées par la politique d'Evo Morales et annulées par la présidente Jeanine Áñez. Notamment le 11 novembre 2020, le gouvernement décide rétablir les relations avec le Venezuela et le gouvernement de Nicolás Maduro et ne reconnait plus la légitimité de Juan Guaidó. Le même jour, il annonce également rétablir les relations avec l'Iran.
Le 20 novembre, le ministre annonce que la Bolivie rétablit l'ensemble de ses relations avec les organisations de l'Amérique latine, alors que le gouvernement de Jeanine Áñez avait cessé la participation du pays dans ces groupes. Notamment, le pays rejoint à nouveau l'Alliance bolivarienne pour les Amériques (ALBA), l'Union des nations sud-américaines (UNASUR) et la Communauté d'États latino-américains et caraïbes (CELAC).
Il quitte ses fonctions le 15 novembre 2023 et devient juge à la Cour de justice de la Communauté andine des nations (CAN).